# Liste der Baudenkmäler in Theisseil
Auf dieser Seite sind die Baudenkmäler in der Oberpfälzer Gemeinde Theisseil zusammengestellt. Diese Tabelle ist eine Teilliste der Liste der Baudenkmäler in Bayern. Grundlage ist die Bayerische Denkmalliste, die auf Basis des Bayerischen Denkmalschutzgesetzes vom 1. Oktober 1973 erstmals erstellt wurde und seither durch das Bayerische Landesamt für Denkmalpflege geführt wird. Die folgenden Angaben ersetzen nicht die rechtsverbindliche Auskunft der Denkmalschutzbehörde.

## Baudenkmäler nach Ortsteilen

### Theisseil
| Lage                                                                                              | Objekt    | Beschreibung | Akten-Nr.    | Bild |
| ------------------------------------------------------------------------------------------------- | --------- | --- | ------------ | ---- |
| Grundäcker (am nördlichen Ortsausgang an der ehemaligen Kreisstraße nach Wilchenreuth) (Standort) | Bildstock | Granitschaft mit abgefasten Kanten auf Postament, Laterne mit halbrunden Bildnischen und Kugelbekrönung, bezeichnet mit „1764“ | D-3-74-160-1 | BW   |

### Edeldorf
| Lage                  | Objekt                            | Beschreibung | Akten-Nr.    | Bild |
| --------------------- | --------------------------------- | --- | ------------ | ---- |
| Edeldorf 3 (Standort) | Wohnstallhaus eines Vierseithofes | Stallteil, eingeschossiger Steildachbau, wohl 1819 Stadel, langgestreckter Steildachbau, Holzständerwerk, zum Teil Massivbau, nach Süden teilverschalte Laube, bezeichnet mit „1867“ Wagenremise, eingeschossiger Steildachbau mit angeschlepptem Bauteil nach Süden, 18./Anfang 19. Jahrhundert Hundehütte, mit Rundöffnung, aus Granit gehauen, 18./19. Jahrhundert | D-3-74-160-2 | BW   |

### Görnitz
| Lage                                             | Objekt      | Beschreibung | Akten-Nr.    | Bild           |
| ------------------------------------------------ | ----------- | --- | ------------ | -------------- |
| Görnitz 4 (Standort)                             | Ortskapelle | Steildachbau, dreiseitig geschlossen, mit Spitzbogenöffnungen und offenem Geläut, zweite Hälfte 19. Jahrhundert; mit Ausstattung | D-3-74-160-4 | BW             |
| Auf der Breite (beim Säulenbildstock) (Standort) | Steinkreuz  | Wohl 16./17. Jahrhundert | D-3-74-160-6 | weitere Bilder |

### Letzau
| Lage                                     | Objekt                                                                             | Beschreibung | Akten-Nr.     | Bild           |
| ---------------------------------------- | ---------------------------------------------------------------------------------- | --- | ------------- | -------------- |
| Geistl.-Rat-Hösl-Straße (Standort)       | Wegkreuz                                                                           | Gusseisenkruzifix auf Granitsockel, bezeichnet mit „1882“ | D-3-74-160-10 | weitere Bilder |
| Geistl.-Rat-Hösl-Straße 10 (Standort)    | Wohnstallhaus eines Dreiseithofes                                                  | Eingeschossiger Satteldachbau mit Zwerchhaus nach Süden, zweite Hälfte 18. Jahrhundert, Umbau und Stallneubau Mitte 19. Jahrhundert | D-3-74-160-9  | weitere Bilder |
| Hochstraße 1 (Standort)                  | Ehemaliger Dorfbenennungsstein                                                     | Granitquader mit oberer Abschrägung, 19. Jahrhundert. Der ursprüngliche Dorfbenennungsstein wurde durch einen Traktor umgefahren und abgebrochen. An seiner Stelle steht heute eine Kopie. Das Original befindet sich auf dem Hof des benachbarten Bauernhofes. Daneben befindet sich ein Prangerstein, bezeichnet „1766“, der später vom ehemaligen Dorfschmied als Sockel für seinen Amboss benutzt wurde. | D-3-74-160-12 | weitere Bilder |
| Kirchenstraße 6 (Standort)               | Bildstock                                                                          | Granitschaft mit abgefasten Ecken, Laterne mit halbrunder Bildnische, darin Pietá, bezeichnet mit „1858“ | D-3-74-160-13 | weitere Bilder |
| Kirchenstraße 1 (Standort)               | Ausstattung der 2003 erneuerten katholischen Filialkirche St. Johannes von Nepomuk | Altaraufsatz, Heiligenfiguren und Bilderzyklus Kreuzigung, Ende 18./19. Jahrhundert | D-3-74-160-11 | weitere Bilder |
| Schwarzering; Schweinesried (Standort)   | Bildstock                                                                          | Granitpfeiler mit abgefasten Kanten, Laterne mit segmentbogigen Bildnischen und Haubenbekrönung, verkürzt, Anfang 18. Jahrhundert | D-3-74-160-14 | weitere Bilder |
| Aspan (östlich am Aspernholz) (Standort) | Granitkreuz                                                                        | Mit Relief einer Pflugschar, nachmittelalterlich | D-3-74-160-15 | weitere Bilder |

### Roschau
| Lage                  | Objekt      | Beschreibung                                                                                 | Akten-Nr.     | Bild |
| --------------------- | ----------- | -------------------------------------------------------------------------------------------- | ------------- | ---- |
| In Roschau (Standort) | Ortskapelle | Steildachbau, dreiseitig geschlossen, mit turmartigem Giebelreiter, um 1910; mit Ausstattung | D-3-74-160-16 | BW   |

### Schammesrieth
| Lage                        | Objekt      | Beschreibung                                                                            | Akten-Nr.     | Bild           |
| --------------------------- | ----------- | --------------------------------------------------------------------------------------- | ------------- | -------------- |
| In Schammesrieth (Standort) | Dorfkreuz   | Holzkreuz mit Holzfiguren, 19. Jahrhundert                                              | D-3-74-160-18 | weitere Bilder |
| Schammesrieth 4 (Standort)  | Granitkreuz | Wohl Sühnekreuz, mittelalterlich                                                        | D-3-74-160-28 | weitere Bilder |
| Lindenfeld (Standort)       | Wegkreuz    | Gedenkkreuz, Gusseisenkruzifix auf bildstockartigem Granitsockel, bezeichnet mit „1906“ | D-3-74-160-19 | weitere Bilder |

### Wilchenreuth
| Lage                                                                    | Objekt                                                             | Beschreibung | Akten-Nr.     | Bild           |
| ----------------------------------------------------------------------- | ------------------------------------------------------------------ | --- | ------------- | -------------- |
| Straße zum Kreuzweg (Standort)                                          | Wegweiser                                                          | Gusseiserner Rundmast mit gusseisernen Tafeln, zweite Hälfte 19. Jahrhundert | D-3-74-160-23 | weitere Bilder |
| In der Öd; an der Zufahrt zur Kreisstraße Neustadt-Theisseil (Standort) | Granitkreuz                                                        | Mit Reliefresten, nachmittelalterlich | D-3-74-160-22 | weitere Bilder |
| Wilchenreuth 21 (Standort)                                              | Evangelisch-Lutherische Kirche St. Ulrich, bis 1912 Simultankirche | Saalkirche mit Steildach und eingezogener Rundapsis, Dachreiter mit Spitzhelm, romanisches Quadermauerwerk, 12. Jahrhundert, im 13. Jahrhundert mit Bruchsteinmauerwerk erhöht, barock verändert; mit Ausstattung Friedhofsmauer, Bruchsteinmauerwerk mit Deckplatten, wohl 17./18. Jahrhundert, nach Norden Rundbogentor, zum Teil erneuert Kriegerdenkmal, Gedenktafel mit Helmrelief und Inschriften, Granit, um 1920; ehemals in der Kirche | D-3-74-160-20 | weitere Bilder |
| Wilchenreuth 27 (Standort)                                              | Katholische Pfarrkirche St. Ulrich                                 | Saalkirche mit Steildach und eingezogenem, fünfseitig geschlossenem Chor, Flankenturm mit Zwiebelhaube, neubarock, 1910/11; mit Ausstattung Friedhofsmauer, mit Ziegelabdeckung, zum Teil Mauerpfeiler mit Gittereinlagen, gleichzeitig Gärtnerhaus, kleiner Walmdachbau, südliche Giebelwand auf Friedhofsmauer aufsitzend, wohl gleichzeitig Friedhofskreuz, Gusseisenkruzifix auf Granitsockel, bezeichnet mit „1913“                        | D-3-74-160-21 | weitere Bilder |

## Ehemalige Baudenkmäler
| Lage                                                                                | Objekt           | Beschreibung | Akten-Nr.     | Bild           |
| ----------------------------------------------------------------------------------- | ---------------- | --- | ------------- | -------------- |
| Edeldorf Edeldorf 4, jetzt im Garten (Standort)                                     | Steinbrunnentrog | Bezeichnet mit „1791“, Futtertrog aus Granit, bezeichnet mit „1766“, Granitpfeiler der ehemaligen Wohnstube, bezeichnet mit „1682“   | D-3-74-160-3  | BW             |
| Görnitz Auf der Breite (östlich an der Kreisstraße Neustadt - Theisseil) (Standort) | Säulenbildstock  | 18. Jahrhundert | D-3-74-160-5  | weitere Bilder |
| Görnitz In der Nähe des Säulenbildstockes ()                                        | Wegkreuz         | Zweite Hälfte 19. Jahrhundert | D-3-74-160-7  |                |
| Hammerharlesberg Hammerharlesberg 4 und 5 (Standort)                                | Scheune          | Gemauerter Stadel mit Krüppelwalmdach und Hoftor, bezeichnet mit „1792“, Holzstadel, bezeichnet mit „1790“, Ständerbau mit Kopfbügen | D-3-74-160-8  | BW             |
| Roschau Roschau 4 (Standort)                                                        | Schuppen         | Zugehörige Schupfe, bezeichnet mit „1750“, Ständerbau mit Kopfbügen                                                                  | D-3-74-160-17 | BW             |